# Sátiro II
Sátiro II   (en griego antiguo: Σάτυρος B')  fue un rey del Bósforo que reinó brevemente durante nueve meses en el año 310 a. C. Su reinado es relatado de manera detallada por Diodoro Sículo.

## Origen
Sátiro II fue el hijo primogénito de Perisades I. Sucedió a su padre pero Eumelo, su hermano mediano, concluyó una alianza con pueblos bárbaros de la vecindad, y tras haber reunido una tropa numerosa le disputó el trono.

## Reinado
Sátiro II tuvo que marchar contra Eumelo al frente de un ejército considerable; atravesó el río Tates,  y rodeó el campamento de Eumelo con sus carruajes. Sátiro contaba con unos 2000 mercenarios griegos y el mismo número de tracios. El resto eran todos aliados escitas, más de 20 000 soldados de infantería y unos 10 000 de caballería. 
Por su parte, Eumelo tenía como aliado a Arifarnes, el rey de los siracos, con 20 000 jinetes y 22 000 soldados de infantería. 
Sátiro se situó en el centro de la falange y cargó contra su hermano. Después de una gran número de bajas en ambos ejércitos, forzó a Arifarnes a huir en desbandada. Siguió avanzando, matando a todo el que se interponía, pero cuando se enteró de que Eumelo estaba ganando en la derecha y de que sus propios mercenarios se habían dado a la fuga, abandonó la persecución y acudió en ayuda de los suyos, y por segunda vez puso en fuga al ejército enemigo.
Arifarnes y Eumelo, derrotados, huyeron a la capital del país del primero. Esta se hallaba a orillas del río Tates que discurría rodeándola y convirtiéndola en inexpugnable. También estaba protegida por riscos. La ciudad solo tenía dos entradas artificiales, una dentro del palacio real, defendida por torres y murallas, y la otra estaba en la parte opuesta de una marisma, guarnecida con empalizadas situadas entre palafitos.
Sátiro se decidió por saquear la región e incendió las aldeas, de las que obtuvo un gran botín y cuya población tomó prisionera.  Poco después, al intentar forzar su paso por las entradas, sufrió muchas bajas en el ataque contra las murallas y torres, pero logró pasar a la marisma. Después, sus tropas cruzaron el río y empezaron a talar el bosque que hacía falta atravesar para llegar al palacio.
El rey Arifarnes, que temía que la ciudadela fuera tomada por asalto, se decidió a combatir ya que su salvación dependía solo de su victoria. Apostó arqueros a ambos lados de la entrada que acribillaron a los que estaban limpiando el bosque, ya que por la espesura no podían advertir a tiempo el disparo de los arqueros. Los hombres de Sátiro lograron en tres día talar el bosque, Al cuarto día, se aproximaron a la muralla, a pesar de la lluvia de proyectiles y llegaron sin muchas pérdidas. Menisco, el jefe de los mercenarios que había logrado entrar en la muralla, se vio obligado a la retirada al ser atacado por una fuerza superior en número.
Sátiro, al verlo en peligro, acudió en su auxilio y frenó la contraofensiva, pero fue alcanzado con una lanza en el brazo. Herido de gravedad, volvió al campamento y expiró esa noche. Menisco levantó el asedio y condujo su ejército a la ciudad de Gargaza. Desde allí hizo transportar el cuerpo del rey por el río hasta Panticapea y repuso en el trono a Prítanis, el otro hermano de Sátiro y Eumelo.